# Barbecue Brawl
Barbecue Brawl (no Brasil: Churrasco e pancadaria, e em Portugal: O Churrasco) é a 104ª curta-metragem de cinema da série Tom e Jerry, produzido e realizado em 1956 por William Hanna e Joseph Barbera.

## Sinopse
Spike e Tyke entram no quintal para fazer um churrasco. A primeira tentativa falha porque o carvão explode. Na segunda tentativa, Spike coloca carvão demais na grelha, o resultado que deixa uma nuvem de fumaça escura quando Spike sopra no carvão para acender o fogo (o que resulta na fumaça literalmente tornando os olhos de Spike vermelhos e lacrimosos). Ele, no entanto, afirma a seu filho que um pouco de fumaça Hickory sempre mantém em bom sabor de churrasco. Na terceira tentativa, Spike faz com que o bife seja instantaneamente queimado. Spike recupera outro bife, mas desta vez Tom e Jerry apareceram em cena com Tom perseguindo Jerry como de costume. Jerry repetidamente se esconde em itens envolvidos no churrasco: a sacola de carvão, o chapéu de Spike, a salada, os shakers e o pão. Isso significa que toda vez que Tom persegue Jerry, ele está interferindo no churrasco. Quando isso acontece, Spike persegue furiosamente Tom, que geralmente acaba na piscina.
Finalmente, Spike consegue preparar a refeição, ele e Tyke se sentam para comer, exceto que a perseguição de Tom e Jerry não é mais vista neste momento. No entanto, um grupo de formigas chamado Ant Army descobre a comida e se aproxima da mesa de piquenique. Spike agarra a comida, embrulha-a na toalha da mesa, agarra Tyke e foge para o trampolim. O trampolim que Spike e Tyke estão em pé começa a tremer quando o Exército de Formigas se aproxima. Spike e Tyke são empurrados do tabuleiro para a piscina enquanto o Exército de Formiga carrega a comida. Spike sobe para fora da piscina e pega o bife das formigas antes que elas possam levá-lo para casa. Mas, neste momento, a formiga principal sopra sua trombeta ordenando que o Exército de formigas recuperá-lo e marchar.

## Transmissão na TV
No Brasil, foi transmitido na TV, sob o título "Churrasco e Pancadaria". 
Em Portugal, foi transmitido na versão original em todos os canais televisivos. 

## Lançamento em vídeo
Nos Estados Unidos, foi lançado em VHS "Our Lips Are Sealed" (VHS) e mais tarde foi lançado em DVD "Tom and Jerry Spotlight Collection Vol. 3, Disc Two". Em Portugal, foi lançado com dobragem portuguesa em VHS (mais tarde em DVD), na coleção 8, sob o título "O Churrasco". 